# Сіверська міська територіальна громада
Сіверська міська об'єднана територіальна громада — об'єднана територіальна громада в Україні, в Бахмутському районі Донецької області. Адміністративний центр — місто Сіверськ.
Площа громади — 194,4 км², населення — 13 776 мешканців (2018). 669 мешканців (2025).
Утворена 29 грудня 2016 року шляхом об'єднання Сіверської міської ради та Дронівської, Різниківської, Серебрянської сільських рад Бахмутського району.

## Населені пункти
До складу громади входять 7 населених пунктів — 1 місто (Сіверськ) і 6 сіл: Григорівка, Дронівка, Платонівка, Різниківка, Свято-Покровське та Серебрянка.